# Itasina filifolia
Itasina filifolia är en växtart som är ensam art i släktet Itasina i familjen flockblommiga växter.
Arten är en perenn ört som förekommer i sydvästra Sydafrika. Den beskrevs först som Seseli filifolium av Carl Peter Thunberg 1794, och fick sitt nu gällande namn av Constantine Samuel Rafinesque 1840.